# Stafford Repp
Stafford Alois Repp (26 de abril de 1918 – 5 de noviembre de 1974) fue un actor estadounidense conocido principalmente por su papel de Jefe O'Hara en la serie televisiva Batman.  

## Biografía

### Primeros años
Nacido en San Francisco (California), se educó en la Lowell High School de dicha ciudad. Poco después del ataque a Pearl Harbor, Repp entró a servir en el Cuerpo Aéreo del Ejército de los Estados Unidos. Tras finalizar el servicio, inició su carrera de actor, siendo contratado para crear efectos de sonido en televisión.

### Carrera interpretativa
En sus inicios Repp actuó en numerosos filmes y producciones televisivas, entre ellos ¡Quiero vivir!, con Susan Hayward, y Los hermanos Karamazov, ambos títulos en 1958. Entre mediados de la década de 1950 e inicios de la de 1960 intervino en una larga serie de programas televisivos, entre ellos los siguientes: la serie western de la NBC Frontier; la de Rod Cameron State Trooper; How to Marry a Millionaire, con Barbara Eden; The Thin Man (1957), con  Peter Lawford; Texas John Slaughter (1958), con Tom Tryon; Dante, con Howard Duff; y The New Phil Silvers Show (1963-1964), de Phil Silvers, en la que interpretaba a Brink. En esta última serie trabajaba junto a Buddy Lester, Herbie Faye, Elena Verdugo, Ronnie Dapo y Sandy Descher. También tuvo una breve actuación en el episodio "Nick of Time" de The Twilight Zone, protagonizado por William Shatner.

#### Batman
Sin embargo, la popularidad le llegó con el papel de Jefe O'Hara, para el cual utilizó un fuerte acento irlandés. Según Adam West, a Neil Hamilton, que interpretaba a James Gordon en el show, no le gustaba el falso acento irlandés de Repp, y su colaboración en la pantalla era decididamente más amistosa que la que presentaban en la vida real. A la vez que trabajaba en Batman, Repp siguió trabajando en otros shows televisivos, entre ellos Mi bella genio.

#### Últimos años
Tras la cancelación de Batman en 1968, invirtió sus ganancias en una cadena de lavado de coches, logrando un éxito financiero considerable. Su última película fue Cycle Psycho en 1972, y su última actuación televisiva, emitida tras su fallecimiento, tuvo lugar en la serie M*A*S*H.
Stafford Repp falleció a causa de un infarto agudo de miocardio el 5 de noviembre de 1974 mientras se encontraba en la Hollywood Park Racetrack de Inglewood (California). Tenía 56 años de edad. Fue enterrado en el Cementerio Westminster Memorial Park de Westminster (California). 

## Filmografía seleccionada
- The Price of Fear (1956)
- ¡Quiero vivir! (1958)
- Los hermanos Karamazov (1958)
- The Twilight Zone (1958)
- The DuPont Show with June Allyson - (1960) - Jesse en "The Way Home"
- The Phil Silvers Show (1963) - Brink
- Batman (1966 - 1968) - Jefe O'Hara
- Batman (1966) - Jefe O'Hara
- Cycle Psycho (1972)